# Encyklopedie českých právních dějin

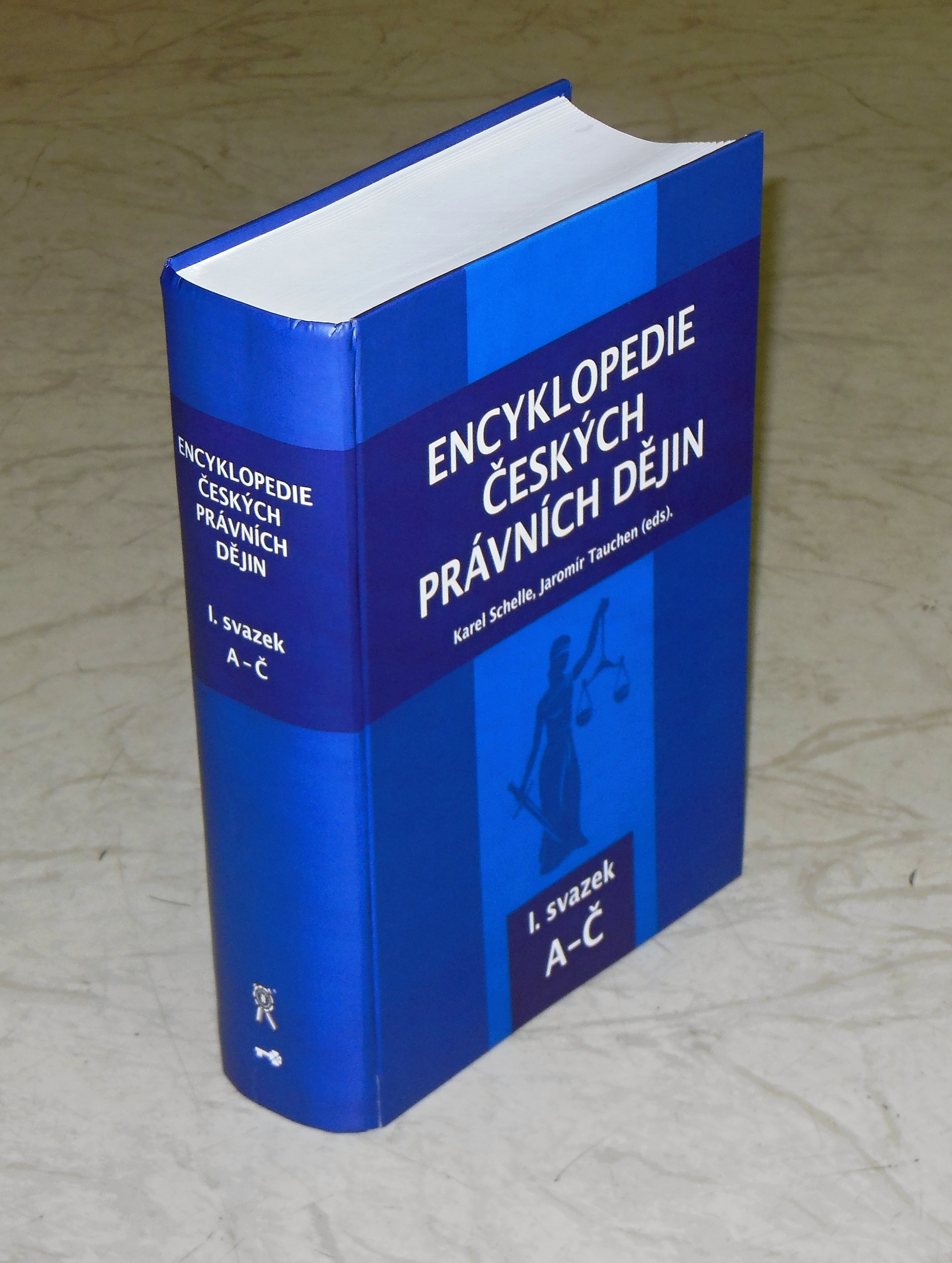
Erster Band der Enzyklopädie

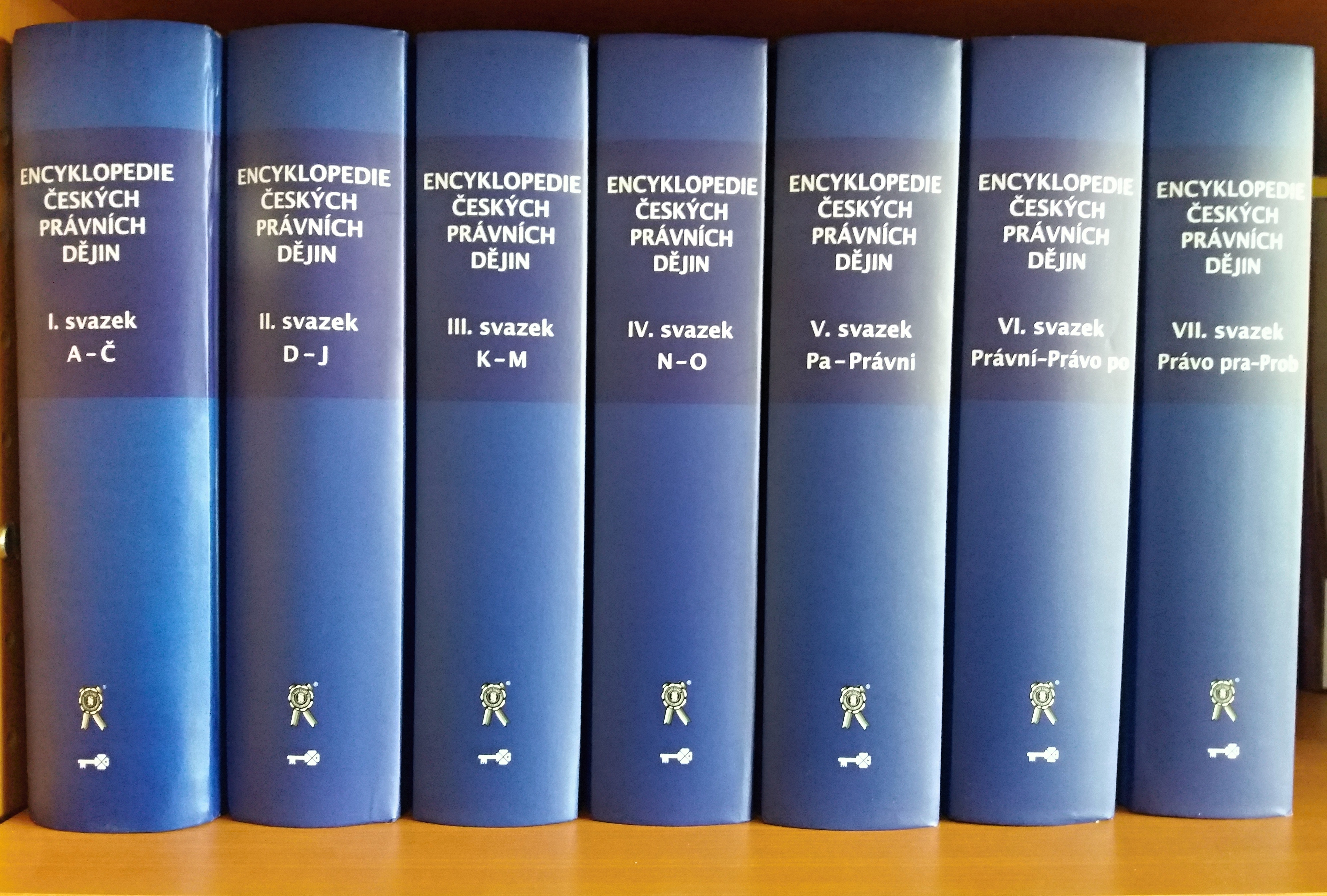
Die ersten 7 Bände der Enzyklopädie

Encyklopedie českých právních dějin (deutsch Enzyklopädie der tschechischen Rechtsgeschichte) ist ein wissenschaftliches rechtshistorisches Projekt der tschechischen und slowakischen Rechtshistoriker. Das Ergebnis wird ein achtzehnbändiges Nachschlagewerk sein, welches einen Zugang zu allen notwendigen Informationen über die Rechtsgeschichte der böhmischen Länder seit den ältesten Zeiten bis zur Gegenwart der breitesten wissenschaftlichen als auch der Laienöffentlichkeit sicherstellt.
Der erste Band wurde 2015 herausgegeben und bis heute (Oktober 2020) sind 20 Bände erschienen. Jeder Band enthält 100 bis 150 Stichwörter, wobei die Länge jedes Stichwortes von seiner Bedeutung abhängig ist und sich zwischen 2 und 50 Seiten bewegt. Die  letzten zwei Bände werden die Bibliographien der auf dem Gebiet der böhmischen Länder lebenden wichtigsten Rechtswissenschaftler beinhalten.
An diesem Projekt nehmen mehr als 700 Autoren teil, u. a. auch Rechtshistoriker aus Österreich, Deutschland, Polen und Ungarn.
Zu den Herausgebern gehören Karel Schelle und Jaromír Tauchen aus dem Lehrstuhl für Staats- und Rechtsgeschichte der Juristischen Fakultät der Masaryk-Universität in Brünn. Am Projekt ist auch The European Society for History of Law organisatorisch beteiligt.
Die Enzyklopädie erscheint im Pilsner Aleš Čeněk-Verlag sowohl in Druckform als auch in elektronischer Form.